# Go Soo
Go Soo (* 4. Oktober 1978 in Nonsan, Südkorea) ist ein südkoreanischer Schauspieler.

## Leben
Go Soo begann seine Karriere mit dem Spielen kleinerer Werbespots, bevor er 1999 seinen ersten Auftritt in der südkoreanischen Sitcom Jump hatte. Als Kriminalpolizist debütierte er 2004 in dem von Chang Yoon-Hyun inszenierten Actionfilm Some. Anschließend musste er zwischen 2006 und 2008 seinen Militärdienst ableisten. Nach zwei Jahren und zwei Monaten wurde er entlassen und spielte wieder Theater. Anschließend konzentrierte er sich wieder auf seine Filmkarriere und war zuletzt in dem erfolgreichen Kriegsfilm The Front Line – Der Krieg ist nie zu Ende zu sehen.

## Filmografie (Auswahl)
- 1999: Jump (Fernsehserie)
- 2004: Some
- 2010: Haunters (초능력자 Choneungnyeokja)
- 2011: The Front Line – Der Krieg ist nie zu Ende (Gojijeon)
- 2017: Lucid Dream
- 2017: The Fortress (Namhansanseong)